# Hořičky
Hořičky är en ort i Tjeckien.   Den ligger i distriktet Okres Náchod och regionen Hradec Králové, i den nordöstra delen av landet, 120 km öster om huvudstaden Prag. Hořičky ligger 445 meter över havet och antalet invånare är 489.
Terrängen runt Hořičky är huvudsakligen platt, men västerut är den kuperad. Runt Hořičky är det ganska glesbefolkat, med 40 invånare per kvadratkilometer. Närmaste större samhälle är Trutnov, 14,1 km norr om Hořičky. Trakten runt Hořičky består till största delen av jordbruksmark.